# Miafyzitismus

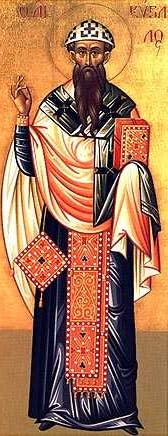
Ikona patriarchy Kyrilla z Alexandrie

Miafyzitismus (z řec. μία mía, jedna + φύσις fýsis, přirozenost; či též henofyzitismus) je christologie orientálních ortodoxních církví a součást christologie některých dalších křesťanských církví uznávajících sedm prvních ekumenických koncilů; samotný miafyzitismus byl definován Druhým konstantinopolským koncilem. Miafyzitismus hlásá jen jednu podstatu Krista. Jeho božství a lidskost jsou sjednoceny do jedné přirozenosti, dvě bytosti jsou sjednoceny bez separace, záměny či střídání se.
Historicky křesťané chalkedonského vyznání miafyzitismus obecně adoptovali a přizpůsobili ortodoxnímu výkladu, nicméně miafyzitismus u nechalkedonských křesťanů chápali jako součást monofyzitismu. Samy orientální ortodoxní církve tento pohled však odmítají.

## Jazyk a terminologie
Hlavní řecké termíny v problematice sporů o christologii představují: podstata (řec: οὐσία), přirozenost (φύσις), hypostaze (ὑπόστασις) a osoba (πρόσωπον) a v řečtině se tyto pojmy mohou dokonce částečně překrývat. Potíže se začaly objevovat ve chvíli, kdy bylo potřeba tyto termíny překládat do jiných jazyků. 
„Podstata“ (fýsis) se do syrštiny překládá jako kjánâ (ܟܝܢܐ) hypostaze jako qnômâ (ܩܢܘܡܐ). Avšak v perské nebo východosyrské křesťanské tradici byl pojem qnômâ vztažen na přirozenost, což pojmosloví ještě dále zkomplikovalo. Významové odstíny jsou dokonce ještě nejasnější mezi těmito slovy navzájem a nemohou tak být užita jako v takovém filosofickém kontextu, v jakém jej užívají řecké texty. Vedle řečtiny syrština představovala významný jazyk miafyzitismu; v syrských překladech je zachována většina spisů významného obránce miafyzitismu Severa z Antiochie. Hlavní jazyk miafyzitů však představovala řečtina.

## Historie
Pojem „miafyzitismus“ vznikl jako reakce na nestoriánství, které hlásalo myšlenku dvou samostatných přirozeností v Kristu – božské a lidské. Protože nestoriánství mělo své kořeny v antiochijské tradici, vůči níž stála opozice v tradici alexandrijské, křesťané v Sýrii a Egyptě, kteří se chtěli distancovat od nestoriánských názorů a zachovat celistvost svých teologických pozic, přijali označení miafyzitismus jakožto vyjádření svého stanoviska. 
Teologie miafyzitismu je založena na porozumění přirozenosti (řecky: φύσις, fýsis) Krista, tj. božské a lidské. Po manévrování mezi doketistickou (podle které byl Kristus pouhý člověk) a adopciánskou (Kristus byl člověk vyvolený Bohem) doktrínou se církev začala zabývat otázkou Kristovy přirozenosti hlouběji. To vyústilo v dva odlišné pohledy:
- Nestoriánství – zdůrazňovalo rozdíl mezi božstvím a lidstvím v Kristu, a to až do takové míry, že zastávalo myšlenku dvou samostatných osob (božské a lidské) žijících v jednom těle. Nestoriánství bylo odsouzeno Efezským koncilem (431).[4]
- Eutychianismus – klade důraz na jednotu Kristovy podstaty, sám Eutychios tento myšlenkový směr nastartoval výrokem: „Vypovídám, že Kristus má dvě podstaty do spojení, a po spojení vyznávám pouze jednu podstatu“.[5] Podle eutychianistů Kristovo božství pohltilo jeho lidskou část.[2] Tento názor byl odsouzen Chalkedonským koncilem (451).

V reakci na eutychianismus přijal pozdější koncil dyofyzitismus, který rozlišoval mezi Kristovou osobou a přirozeností. Podle dyofyzitismu je Kristus jedna osoba ve dvou přirozenostech, avšak zdůrazňoval, že přirozenosti existují bez záměny nebo separace. 
Miafyzité však tuto definici odmítli jako příliš blízkou nestoriánství a namísto toho se přiklonili k formulaci alexandrijského patriarchy Kyrilla, předního odpůrce nestoriánství, který hovořil o „jedné (mía) přirozenosti ztělesněného slova Božího“ (řecky: μία φύσις τοῦ θεοῦ λόγου σεσαρκωμένη, mía fýsis toú theoú lógou sesarkoméne). Rozdíl tohoto postoje spočíval v tom, že ztělesnění Krista má jednu přirozenost, ale tato přirozenost má stále jak božský, tak lidský charakter a uchovává všechny tyto vlastnosti v obou. Ač miafyzité eutychianismus odmítli a jeho vyznavače uvrhli do klatby, na obě tyto skupiny jejich názoroví oponenti nahlíželi jako na monofyzity.
O chalkedonském koncilu se často smýšlí tak, že přijetím dyofyzitismu pročeřil christologii pro křesťany chalkedonského vyznání. Avšak protože některé části církve závěr koncilu odmítly – zvláště egyptští Koptové, kteří se drželi miafyzitismu – spor o Kristovu přirozenost přerostl ve značný sociálně politický problém celé východořímské říše. Bylo učiněno množství pokusů o sjednocení obou táborů (např. Henotikon císaře Zenona z roku 482) a převaha se během času několikrát posunula na tu či onu stranu. Závěry přijaté chlakedonským koncilem ale nadále zůstaly oficiálním učením východní ortodoxní církve i římské církve (a z ní vzešlých protestantských církví). Církve odmítající chalkedonské vyznání se obvykle označují jako orientální ortodoxní. V posledních desetiletích vůdci jednotlivých větví křesťanství navázali kontakt a diskutovali spolu také o rozdílech ve svých pohledech na christologii, ne však již tak vyhraněně, jako v minulosti.
Podle Johna Meyendorffa, znalce dějin církve tohoto období, není oficiální nauka východní ortodoxní církve vyjádřena samotným Chalkedonem, nýbrž „Chalkedonem a Kyrillem“ – tj. dyofyzitský postoj vyhlášený chalkedonským koncilem za pravověří doplněné o Kyrillovo miafyzitské vyjádření citované v ortodoxním výkladu – spolu s dřívějším pokusem vyjádřit vyjádřitelné na jedné straně (dyofyzitská strana) a pozdější pokusy o totéž ze strany miafyzitů. Obojí se samo osobě blíží nezbytnému a nedostatečnému.

## Církve hlásící se k miafyzitismu
Orientální ortodoxní církve zahrnují Arménskou apoštolskou církev, Syrskou ortodoxní církev, Indickou ortodoxní církev, Koptskou ortodoxní církev (včetně Britské ortodoxní církve, která podléhá koptskému papeži), Etiopskou ortodoxní církev a nově také autokefální Eritrejskou ortodoxní církev. 
Jedna či více z nezávislých katolických církví, zatímco nejsou z různých důvodů v plném společenství s orientálními ortodoxními církvemi, rovněž přijímají tuto christologii. To se týká např. Antiochijské katolické církve v Americe. V nedávných teologických diskursech někteří římskokatoličtí, pravoslavní, starokatoličtí a anglikánští teologové začali uznávat jako konzistentní, ač odlišnou, s chalkedonským vyznáním.
Právě tak, jak Druhý konstantinopolský koncil (pátý ekumenický koncil) odsoudil určité chápání dyofyzitské formule, kterou představil chalkedonský koncil, obdobně odsoudil také jisté chápání miafyzitské terminologie Kyrilla z Alexandrie, kterou uvedl na koncilu v Efezu, čímž dal prostor pro další ortodoxní pojetí dyofyzitismu a a miafyzitismus. Určité varianty pojetí miafyzitismu tak byly přijatelné i pro křesťany chalkedonského vyznání.